# Luís de Freitas Branco
Luís Maria da Costa de Freitas Branco (ur. 12 października 1890 w Lizbonie, zm. 27 listopada 1955 tamże)  – portugalski kompozytor, pedagog, muzykolog i krytyk muzyczny.

## Życiorys
Miał pochodzenie arystokratyczne, był od wielu pokoleń powiązany z rodziną królewską. Uczył się gry fortepianowej i skrzypcowej oraz studiował prywatnie kompozycję u Augusta Machado, Tomása Vaza de Borby i Luigiego Mancinellego w Lizbonie. Następnie w 1910 kontynuował naukę w Berlinie pod kierunkiem Engelberta Humperdincka i Désiré’a Pâque’a oraz w 1911 w Paryżu u Gabriela Grovleza .
W latach 1916–1939 wykładał w konserwatorium w Lizbonie początkowo teorię, a od 1930 także kompozycję. W 1939 z powodów politycznych został zmuszony do ustąpienia ze wszystkich zajmowanych stanowisk i wycofania się z życia publicznego. Poświęcił się wtedy kompozycji, badaniom muzykologicznym i publicystyce.
Odznaczony Orderem Świętego Jakuba od Miecza w stopniu Oficera (1930).

## Twórczość
Był jednym z najwybitniejszych kompozytorów nowej muzyki portugalskiej  . W swoich utworach orkiestrowych i kameralnych łączył elementy muzyki ludowej ze środkami impresjonistycznymi i neoklasycystycznymi. W utworach chóralnych stosował często stylizację muzyki epoki renesansu . 

## Kompozycje
(na podstawie materiału źródłowego )
|  | - I symfonia F-dur (1924) - II symfonia b-moll (1926) - III symfonia e-moll (1943) - IV symfonia D-dur (1949) - V symfonia h-moll (1950) - poematy symfoniczne - Antero de Quental (1908) - Paraísos artificiais (1910) - Vathek (1913) - Viriato (1916) - Depois de uma leitura de Antero Quental (1949) - suity - Alentejo I (1919) - Alentejo II (1927) - Uwertura „1940” (1939) | - Koncert skrzypcowy (1916) - Ballada na fortepian o orkiestrę (1917) - Cena lirica na wiolonczelę i orkiestrę (1919) - Sonata na skrzypce i fortepian (1907) - Kwartet smyczkowy (1911) - Sonata na wiolonczelę i fortepian (1913) - Sonata na skrzypce i fortepian (1928) - utwory fortepianowe - utwory organowe - na chór a cappella (1935–1943) - 6 motetów - 10 Madrigais Camoneanos - pieśni solowe z fortepianem (1913–1943) - opracowanie 74 portugalskich pieśni ludowych |